# Чемпионат СССР по лыжным гонкам 1978
50-й лично-командный чемпионат СССР по лыжным гонкам (финал IV Зимней Спартакиады СССР) проводился в Свердловске с 11 по 18 марта 1978 года. Соревнования проводились по восьми дисциплинам — гонки на 15, 30 и 50 км, эстафета 4×10 км (мужчины), гонки на 5, 10 и 20 км, эстафета 4х5 км (женщины).

## Медалисты

### Мужчины
|                  | Золото                                                              | Серебро                                                                                   | Бронза                                                           |
| ---------------- | ------------------------------------------------------------------- | ----------------------------------------------------------------------------------------- | ---------------------------------------------------------------- |
| Гонка на 15 км   | Пятыгин Александр «Труд» Нижний Тагил                               | Бажуков Николай Вооружённые Силы Сыктывкар                                                | Рочев Василий «Динамо» Сыктывкар                                 |
| Гонка на 30 км   | Зимятов Николай «Спартак» Московская область                        | Рочев Василий «Динамо» Сыктывкар                                                          | Пятыгин Александр «Труд» Нижний Тагил                            |
| Гонка на 50 км   | Беляев Евгений «Труд» Ленинград                                     | Рочев Василий «Динамо» Сыктывкар                                                          | Бакиев Розалин «Буревестник» Казань                              |
| Эстафета 4х10 км | РСФСР Зимятов Николай Бажуков Николай Савельев Сергей Рочев Василий | Свердловская область Полухин Михаил Могрупов Маснави Сметанин Александр Пятыгин Александр | РСФСР Олющин Леонид Бакиев Розалин Иванов Анатолий Исаев Валерий |

### Женщины
|                 | Золото                                                              | Серебро                                                                                       | Бронза                                                                           |
| --------------- | ------------------------------------------------------------------- | --------------------------------------------------------------------------------------------- | -------------------------------------------------------------------------------- |
| Гонка на 5 км   | Коробова Любовь Вооружённые Силы Свердловск                         | Амосова Зинаида «Труд» Свердловск                                                             | Рочева Нина «Динамо» Сыктывкар                                                   |
| Гонка на 10 км  | Кулакова Галина «Труд» Ижевск                                       | Амосова Зинаида «Труд» Свердловск                                                             | Сметанина Раиса Сельские ДСО Сыктывкар                                           |
| Гонка на 20 км  | Кулакова Галина «Труд» Ижевск                                       | Сметанина Раиса Сельские ДСО Сыктывкар                                                        | Амосова Зинаида «Труд» Свердловск                                                |
| Эстафета 4х5 км | РСФСР Рочева Нина Латфулина Нурания Сметанина Раиса Кулакова Галина | Свердловская область Саморукова Наталья Коробова Любовь Стремоусова Валентина Амосова Зинаида | РСФСР Болдырева Валентина Заболотская Любовь Шайхисламова Залия Тропак Валентина |

Лично-командный чемпионат СССР (17-й) в лыжной гонке на 70 км среди мужчин проводился в Кандалакше 9 апреля 1978 года.

### Мужчины (70 км)
|                | Золото                        | Серебро                     | Бронза                          |
| -------------- | ----------------------------- | --------------------------- | ------------------------------- |
| Гонка на 70 км | Юнусов Рашид Сельские ДСО Уфа | Гаранин Иван «Енбек» Рудный | Беляев Евгений «Труд» Ленинград |

Лично-командный чемпионат СССР (4-й) в лыжной гонке на 30 км среди женщин проводился в Апатитах Мурманской области 8 апреля 1978 года.

### Женщины (30 км)
|                | Золото                         | Серебро                       | Бронза                         |
| -------------- | ------------------------------ | ----------------------------- | ------------------------------ |
| Гонка на 30 км | Рочева Нина «Динамо» Сыктывкар | Кулакова Галина «Труд» Ижевск | Юрасова Галина «Динамо» Москва |